# はい!可朝ですABC
はい!可朝ですABC（はい!かちょうですエービーシー）は、朝日放送ラジオで1991年10月7日から1995年3月31日まで放送されたラジオのワイド番組（月亭可朝の冠番組）。
かつて、同局で放送されていたフリータイム1010 ハイッ!浜村淳ですABCとは無関係。

## 概要
落語家の月亭可朝が初のラジオ帯ワイド番組のレギュラーを務め、「ザビエル可朝」を名乗った。
番組の最多ゲストは河内家菊水丸である。

## 出演者
- パーソナリティ
  - 月亭可朝[6]
- アシスタント
  - 水野潤子 （1991年10月〜1993年3月）[6]
  - 唐川満知子 （1993年4月〜1994年3月）
  - 森川みどり （1994年4月〜1995年3月）
- レギュラーゲスト
  - 上沼恵美子 （火曜）
  - 古谷充 （木曜）
    - 他
- ニュースデスク
  - 岩下隆 （月・火、1991年10月〜1992年3月）[注釈 1]
  - 村田好夫 （水・木・金、1991年10月〜1992年9月）[注釈 1]
  - 長沢彰彦（月・火、1992年4月から。1992年10月からは月〜金全曜日）[7][注釈 1]

（）

## コーナー
- F・F通信なんでもアンケート[8]
  - 番組からモニターとして依頼した家族を対象に、ファックスを利用したアンケートを行う[9]。
- ミスターKのジュークソング
  - 可朝がニュースや芸能界などをネタにして作詞した歌をギターやピアノの弾き語りで披露[9]。
- なんぼ答えたとて～賞金なし(おまへん)クイズ
  - 当時、番組ディレクターであった浅尾ディレクターと木村ディレクターが可朝が出題するクイズに答えるコーナー。いくら正解しても賞金も賞品も出なかった。
- ミュージックタイムトラベル[8]
- ABCラジオショッピング[8]
- キッチンからのメッセージ[8]
- くらしのアンテナ[8]